# Cicindela celeripes
Cicindela celeripes är en skalbaggsart som beskrevs av Leconte 1848. Cicindela celeripes ingår i släktet Cicindela och familjen jordlöpare. Inga underarter finns listade i Catalogue of Life.